# Kolize (sítě)
Kolize je v počítačových sítích (na sběrnicích) situace, kdy dojde k nežádoucímu smíchání přenášených signálů (dat). Ke kolizi dochází při polovičním duplexu v tak zvané kolizní doméně. Příjemce obdrží zkomolenou nebo chybnou zprávu a přenos je potřeba opakovat, což vede ke snížení (datové) propustnosti. Proto zařízení musí kolize detekovat a též se snažit kolizím předcházet.

## Počítačové sítě
V počítačových sítích ke kolizím z principu dochází při používání síťové topologie sběrnice – zástupcem je 10Base5 („tlustý ethernet“) a 10Base2 („tenký ethernet“).
Ke kolizím dochází i při bezdrátovém přenosu dat (např. Wi-Fi), kde je situace komplikována tím, že vysílající a příjemce se nemusí navzájem slyšet (a nemohou tím kolizím předcházet). Pro vyhýbání se kolizím slouží například protokol CSMA/CA.

## Sběrnice
Sběrnice předcházejí kolizím pomocí signalizace (posílání znaků Xon/Xoff, použití řídicí sběrnice).